# Lambdina axion
Lambdina axion là một loài bướm đêm trong họ Geometridae.